# Evil Shepherd
Evil Shepherd ist eine belgische Black- und Thrash-Metal-Band aus Aalst, die im Jahr 2008 gegründet wurde.

## Geschichte
Die Band wurde im Jahr 2008 gegründet, nachdem Sänger Jonah und Schlagzeuger Wesley ihre vorherige Band Hyena verlassen hatten. Zur selben Zeit löste sich die Band Wreckage auf, sodass Gitarrist Glenn „Maes“ zu Wesley und Jonah stieß. Zusammen probten sie die ersten Lieder. Nach ein bis zwei Wochen kam Bassist Tommy zur Band und vervollständigte die Besetzung. Am 27. September 2008 nahm die Band ihr erstes Demo History of Violence auf, ehe am 28. Februar 2009 die Veröffentlichung des zweiten Demos Sadistik Legions folgte. Am 3. Mai 2010 begannen die Aufnahmen zum Debütalbum. Nachdem die Arbeiten am 8. Mai beendet worden waren, verließ Wesley am 30. August die Band und wurde durch J.R. ersetzt. Am 1. Oktober erschien dann über Witches Brew Records das Debütalbum Sowing Death. Im September 2012 schloss sich über Empire Records das zweite Album Evil Through Darkness and Darkness Through Death an, nach einer Tour zusammen mit Aura Noir.

## Stil
Die Band spielt Thrash Metal, der stark durch den Black Metal beeinflusst wurde; entsprechend behandeln die Texte oft satanische Themen. Vergleichbar ist die Musik mit den Werken von Exodus und Destruction, aber auch Legion of the Damned.

## Diskografie
- 2008: History of Violence (Demo, Eigenveröffentlichung)
- 2009: Sadistik Legions (Demo, Eigenveröffentlichung)
- 2010: Sowing Death (Album, Witches Brew Records)
- 2012: Evil Through Darkness and Darkness Through Death (Album, Empire Records)